# Erwin Barth

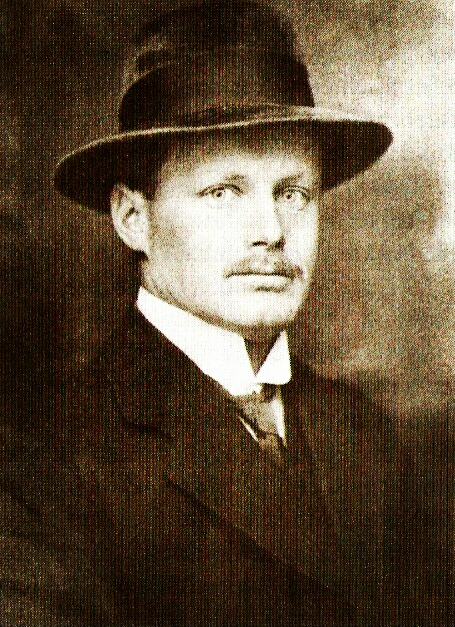
Erwin Barth im Jahre 1911

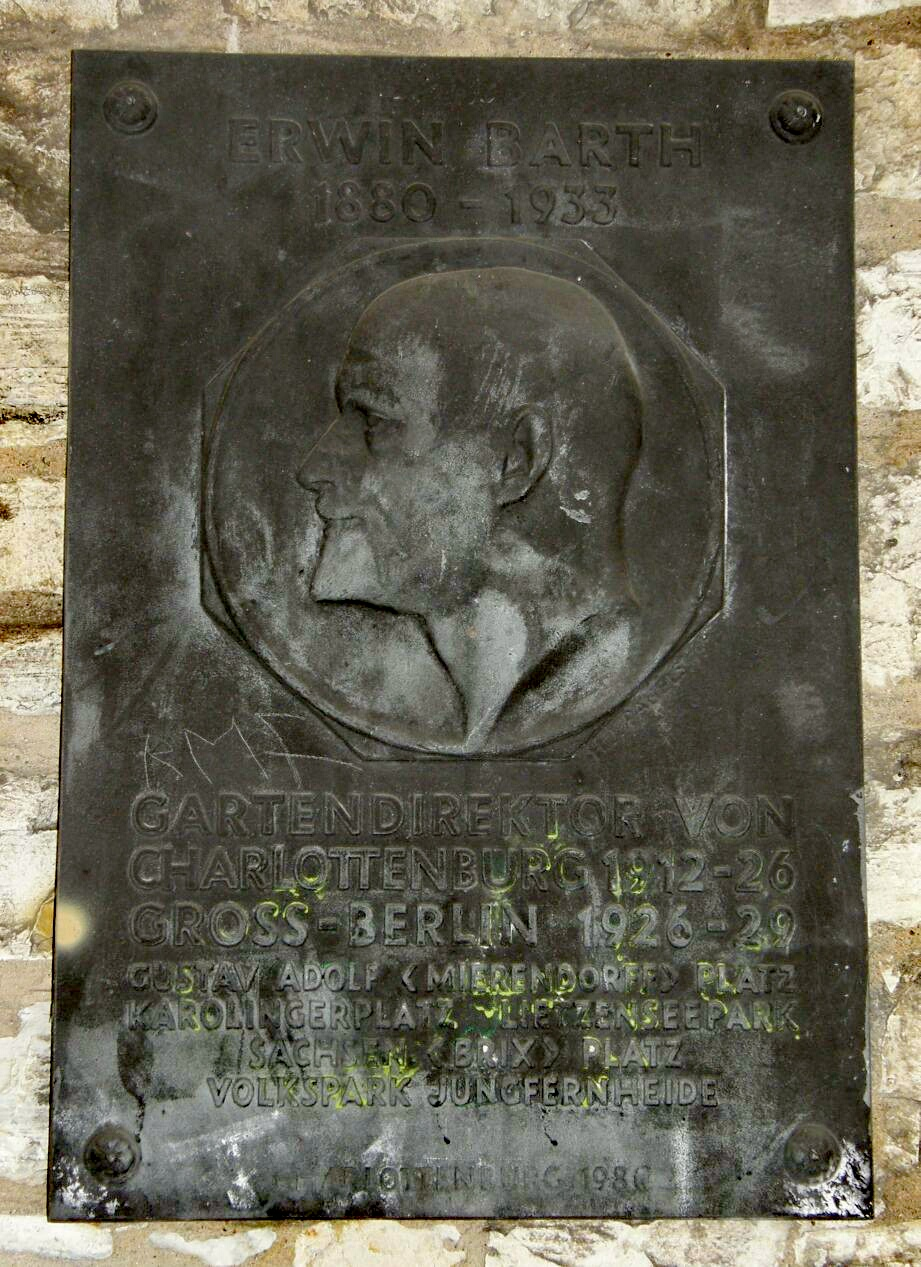
Gedenktafel mit Relief Barths, Brixplatz in Berlin-Westend

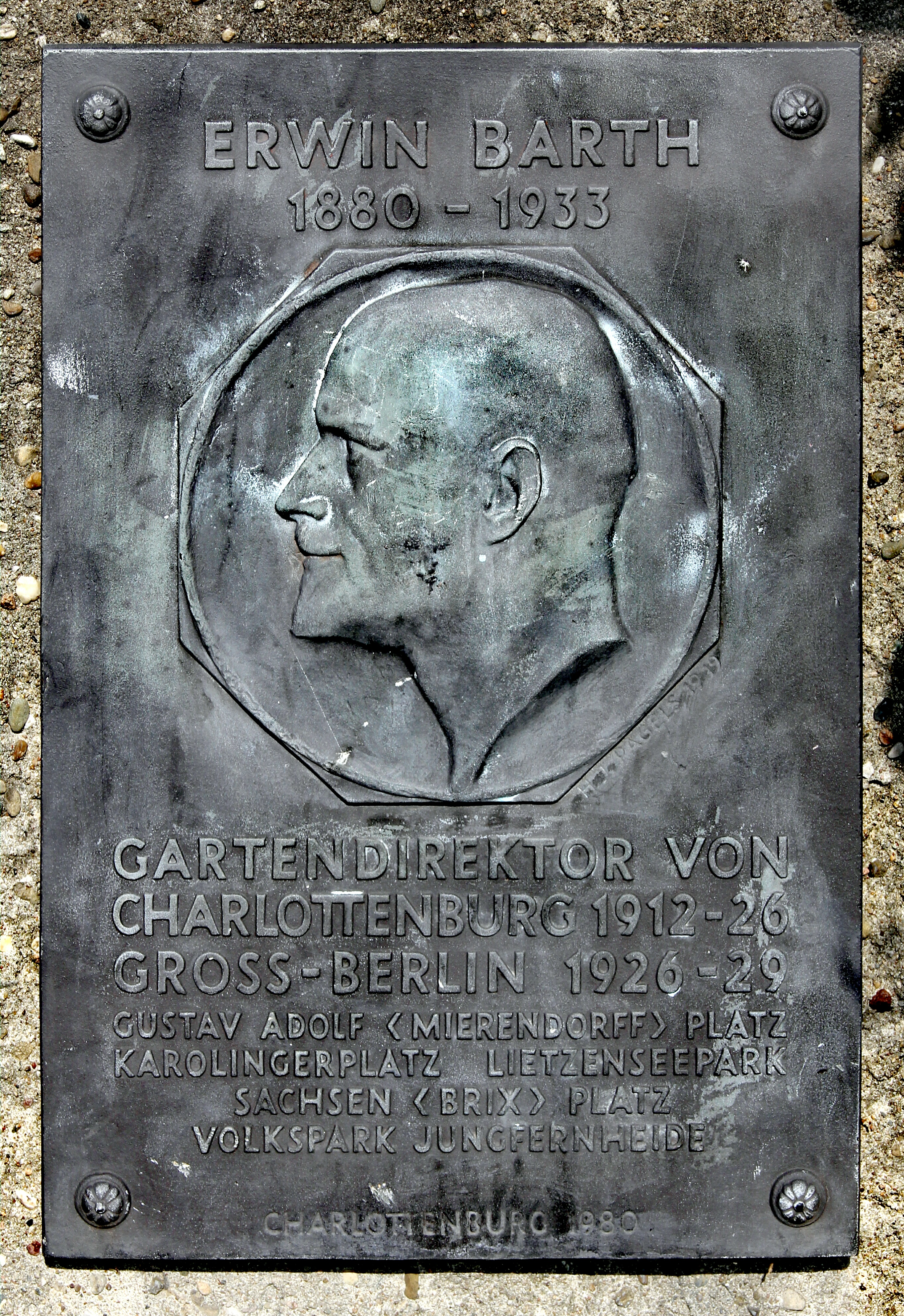
Gedenktafel, Mierendorffplatz in Berlin-Charlottenburg

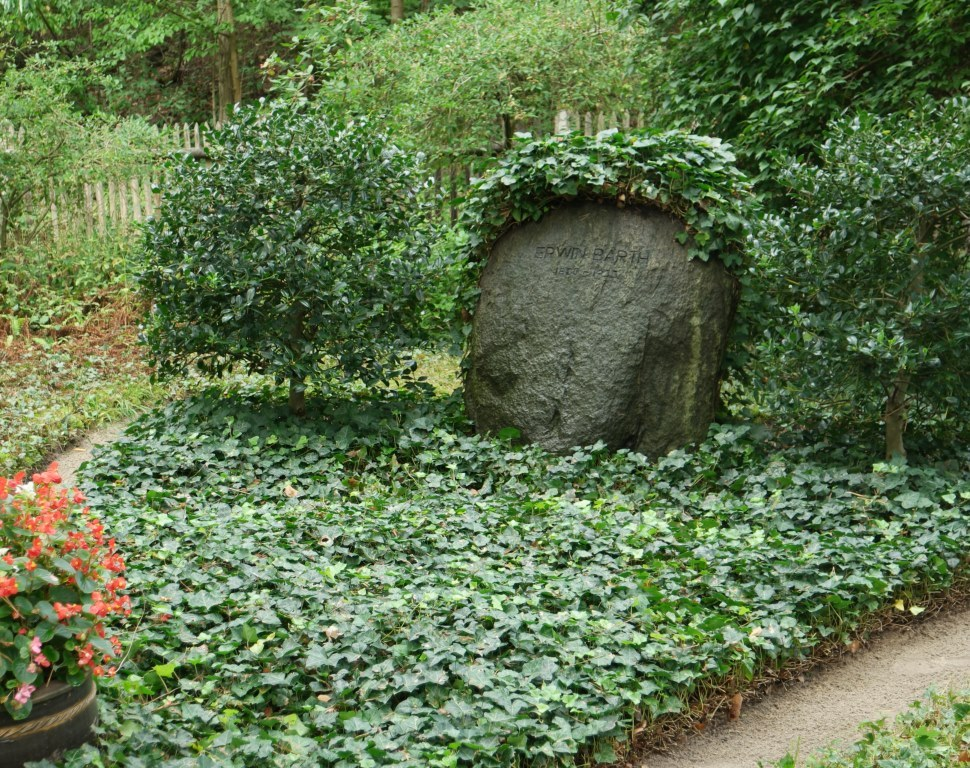
Grab von Erwin Barth auf dem Wilmersdorfer Waldfriedhof in Stahnsdorf

Erwin Albert Barth (* 28. November 1880 in Lübeck; † 10. Juli 1933 in Berlin) war ein deutscher Gartenarchitekt und Hochschullehrer. Er war Gartendirektor von Charlottenburg, Honorarprofessor an der Technischen Hochschule Berlin und Professor an der Landwirtschaftlichen Hochschule Berlin.

## Leben
Erwin Barth wurde nach seiner Ausbildung zum Gartenarchitekten einer der wichtigsten Vertreter der modernen Volksparkbewegung im Deutschen Reich. So standen die Schaffung von grünen Stadträumen für die Arbeiterschaft, die schmuck und funktional sein sollten, im Mittelpunkt seines Schaffens.
Barth war von 1908 bis 1911 als Nachfolger von Metaphius Theodor August Langenbuch Stadtgärtner in Lübeck. Dort gestaltete er u. a. einige Friedhöfe und den heute noch erhaltenen Marlipark, den Buniamshof und den Schulgarten. Von 1912 bis 1926, unterbrochen durch den Ersten Weltkrieg, wirkte Barth als Gartendirektor von Charlottenburg. Fast alle öffentlichen Parks und Plätze wurden dort von ihm gestaltet, wobei jeder seiner Parks einen ganz eigenen, der Landschaft angepassten Charakter besitzt. 1926 wurde er zum Stadtgartendirektor von Groß-Berlin berufen und übte dieses Amt bis 1929 aus.
Barth war ab 1921 als Dozent an der Technischen Hochschule Berlin tätig und wurde 1927 zum Honorarprofessor ernannt. Höhepunkt seiner Karriere war 1929 die Berufung zum ersten deutschen Professor für Gartengestaltung an der Landwirtschaftlichen Hochschule Berlin. Erwin Barth war Schüler von Fritz Encke gewesen. „In Vorlesungen und bei den Übungen hat er seiner Hochachtung vor den Parkschöpfungen Enckes oft Ausdruck verliehen und dabei erklärt, daß sein eigener Sachsenplatz-Entwurf ohne die Kölner Parkanlagen Enckes, speziell des 1905–1906 angelegten Klettenbergparks, nicht denkbar sei.“
Als Konsequenz aus seinem sich verschlechternden Gesundheitszustand – Barth erblindete durch Katarakt und Glaukom – und der nationalsozialistischen Machtergreifung wählte er am 10. Juli 1933 den Freitod.
Erwin Barth wurde auf dem Wilmersdorfer Waldfriedhof Stahnsdorf beigesetzt, der nach seinen Entwürfen ab 1920 entstanden war. Das Grab wurde 1980 anlässlich seines 100. Geburtstages als Ehrengrab der Stadt Berlin anerkannt. Anlässlich seines 125. Geburtstags wurde am 28. November 2005 die vorgelagerte Fläche des von ihm gestalteten Lietzenseeparks am Berliner Kaiserdamm zwischen Witzlebenstraße und Wundtstraße nach ihm benannt.
Der zeichnerische Nachlass Erwin Barths wird im Architekturmuseum der Technischen Universität Berlin bewahrt.

## Parks und Anlagen von Barth (Auswahl)
Mehrere Werke Barths stehen unter Denkmalschutz (D).

### In Lübeck und Umgebung
- 1906: Vorwerker Friedhof (D)[4]
- 1907: Drägerpark in Lübeck-Marli[5]
- 1908: Garten Jürgens
- 1908–1911: Buniamshof
- 1909: Friedhof Waldhusen
- 1910: Landsitz Lindenhof, Warnsdorf (Ratekau) am Hemmelsdorfer See[6]
- Garten Haukohl (1911/12)

### In Hamburg
- 1913–1914: Hausgarten Villa Max Puls, Bondenwald 56, Hamburg-Niendorf (D)[7][8]

### In Berlin und Umgebung
- 1912–1913: Goslarer Platz (D)
- 1912–1913: Karolingerplatz (D)
- 1912–1913: Gustav-Adolf-Platz, heute Mierendorffplatz (D)
- 1912/1932: Alboinplatz (D)
- 1913: Krankenhausgarten des Krankenhauses Westend (D)[9]
- 1919: Umbau des Schustehrusparks (D)
- 1918–1921: Sachsenplatz, heute Brixplatz (D)
- 1919–1920: Umbau des Lietzenseeparks (mit Heinrich Seeling, D)
- 1920–1927: Volkspark Jungfernheide (D)
- 1920–1926: Wilmersdorfer Waldfriedhof der Stadt Berlin in Stahnsdorf
- 1921–1922: Friedrich-Karl-Platz, heute Klausenerplatz
- 1921–1923: Neo-Barockgarten für das Landhaus Heinrich Richard Brinn in Berlin-Westend (D) mit Architekt Peter Thimister.
- 1921–1924: Friedhof Heerstraße (D)
- 1922: Garten des Hauses Silberstein, Auf dem Grat 24 in Berlin-Dahlem (D)[10]
- 1925: Raußendorffplatz am Bahnhof Heerstraße (D)[11]
- 1925: Ullrichplatz in Berlin-Mahlsdorf (D)
- 1925: Garten des Hauses zur Sonne am heutigen Runebergweg 32D in Berlin-Kladow (D)[12]
- 1925: Planschbecken am Boxhagener Platz (D)
- 1925–1930: Landhausgarten für Max Fraenkel am heutigen Lüdickeweg 1 in Berlin-Kladow (D)[13][14]
- 1926–1928: Volkspark Köpenick (D)
- 1926–1930: Grünanlagen am Luisenstädtischen Kanal, darunter u. a. der Oranienplatz (D)
- 1926–1929: Volkspark Rehberge (D)
- 1926–1927: Umbau des Savignyplatzes (D)
- 1926–1927: Umbau des Parkfriedhofs Lichterfelde (D)
- 1927: Umbau des Koppenplatzes (D)
- 1928: Breitkopfbecken in Berlin-Reinickendorf (D)[15]
- 1928–1929: Volkspark Mariendorf (D)
- 1928–1929: Umbau des Kuno-Fischer-Platzes in Berlin-Charlottenburg (D)[16]
- 1928–1929: Klemkepark zwischen Klemkestraße im Süden und S-Bahn im Norden in Berlin-Reinickendorf (D)[17]
- 1930–…: Grabstelle de Gruyter in Bantikow

### In Dresden
- 1927: Garten für Heinrich Arnhold, Tiergartenstraße / Wiener Straße[18]